# Zhuge Ke
 (février 2025).
Si vous disposez d'ouvrages ou d'articles de référence ou si vous connaissez des sites web de qualité traitant du thème abordé ici, merci de compléter l'article en donnant les références utiles à sa vérifiabilité et en les liant à la section « Notes et références ».
Zhuge Ke (203 - octobre 253) est un tuteur impérial ayant vécu dans le royaume de Wu.

## Biographie
Il est le fils de Zhuge Jin. Nommé Tuteur Impérial, il dirige le royaume en étroite collaboration avec le jeune Empereur Sun Liang. Il se révèle très bon comme dirigeant, au point que certains généraux envisagent de lui offrir le pouvoir.
Cependant, Sun Jun, membre de la famille Sun, revient à Jianye et revendique son droit légitime à régner. L'Empereur n'étant encore qu'un enfant, c'est Zhuge Ke qui est désigné pour le rencontrer.
Celui-ci n'apprécie pas du tout son interlocuteur, il en fait même son otage et, grâce à lui, rencontre Sun Liang.
Sun Jun finit pas s'imposer aux membres de la Cour des Wu et arrive à faire destituer Zhuge Ke, qui est discrédité après sa cinglante défaite face au Wei lors de l’ultime bataille de Hefei. Attristé, Ke accepte la décision, qui émane directement d'un Empereur manipulé. Il rentre alors chez son père.
Peu de temps passe, avant que le ministre Zhu Shen ne vienne lui rendre visite et lui propose de réintégrer, clandestinement, la Cour. Zhuge Jin voit en cette demande un stratagème pour faire tuer son fils et envoie alors un courrier à l'Empereur Liang, dans lequel il lui demande d'envoyer une lettre à Zhuge Ke, lui ordonnant de ne pas retourner à Jianye.
C'est Sun Jun qui intercepte la lettre et lui tend une embuscade. Ainsi, lorsque Zhuge Ke arrive dans la capitale, il est tué sur le champ et sa tête est renvoyée à son père, accompagnée de la lettre écrite par Zhuge Jin.
Son oncle est donc Zhuge Liang et il a pour tante Zhugeshi.